# Eggborough
Eggborough è un paese della contea del North Yorkshire, in Inghilterra.